# Großhart
Großhart är en ort i  kommunen Hartl i Österrike. Den ligger i distriktet Hartberg-Fürstenfeld i förbundslandet Steiermark.
Großhart var tidigare en självständig kommun, men blev den 1 januari 2015 en del av kommunen Hartl. Kommunen bestod av två orter (Ortschaften) (inom parentes invånarantal 1 januari 2024):
- Großhart (509)
- Neusiedl (141)